# Indiana University Press
Indiana University Press, hace referencia a una editorial académica, de la Universidad de Indiana (Estados Unidos). Se fundó en 1950 en la misma Universidad de Indiana, que se especializa en humanidades y ciencias sociales. Su sede se encuentra en Bloomington, Indiana. También se le conoce como IU Press, y publica, aproximadamente, 100 nuevos libros y 38 revistas académicas cada año, al tiempo que mantiene un catálogo actual de unos 2000 títulos.

## Antecedentes
IU Press comenzó en 1950 como parte del crecimiento de la Universidad de Indiana tras la Segunda Guerra Mundial, bajo la presidencia de Herman B. Wells. Bernard Perry, hijo del profesor de filosofía de Harvard Ralph Barton Perry, fue el primer director. El primer libro publicado por IU Press fue una traducción de Travels in America, 1816–1817 de Édouard de Montulé, lanzado en marzo de 1951. Durante su primer año, se publicaron un total de seis libros.
En 1952, IU Press obtuvo la membresía completa en la Asociación de Editoriales Universitarias Americanas (actualmente conocida como la «Asociación de Editoriales Universitarias»). Durante su primera década de operación, IU Press publicó más de 200 libros. En esa misma década, en 1955, publicó la traducción de Las metamorfosis de Ovidio realizada por Rolfe Humphries, el libro más vendido de IU Press hasta la fecha, con más de 500 000 copias vendidas.
Bernard Perry se retiró como director en 1976 y fue reemplazado por John Gallman, quien se enfocó en las fortalezas académicas de la Universidad de Indiana. La División de Revistas de IU Press, lanzada en 1987 con tres revistas, cuenta con 38 publicaciones en su cartera de 2023. Al final del mandato de John Gallman como director en el año 2000, IU Press publicaba 150 libros anualmente, y para 2022, la editorial mantiene una producción anual de aproximadamente 100–120 libros académicos.
En 2004, IU Press lanzó Quarry Books, un sello editorial dedicado a temas regionales. También creó Red Lightning Books, otro sello enfocado en comida y bebida, estilo de vida, viajes, deportes, el Medio Oeste y crímenes reales.